# SWAT 4
《스와트 4》(SWAT 4)는 이래셔널 게임즈에서 제작하고 비벤디 유니버설 게임즈에서 배급하는 1인칭 슈팅 게임이다.

## 게임 플레이

### 싱글 플레이어
플레이어가 SWAT 경관이 되어 팀원과 함께 여러 사건을 해결한다..
- 훈련: 커리어 임무를 플레이하기 전 처음 플레이하는 사람들을 위한 코너이다. 사격 훈련, 수류탄 훈련, 잠긴 문 열기 훈련, C2사용 훈련, 투항 명령 훈련, 팀 명령 훈련, 저격수 훈련 등이 있다. 훈련 중 팀원이나 소니 부서장을 사살하면 훈련을 실패한다.
- 커리어: 싱글 플레이어 미션을 플레이한다. 4가지 난이도가 있으며 각 난이도마다 다음 단계로 넘어가기 위한 점수 제한 조건이 있고 그 조건을 만족하지 못할 경우 다음 미션으로 진행할 수 없다. 또한 각 난이도에 따라 맵 상의 모든 조건들이 다르게 변한다. 각 임무가 끝나면 평가가 나오며 점수에 따라 평가가 다르다. 점수는 게임 플레이 내용으로 결정된다.

### 멀티 플레이어
스와트 4의 멀티 플레이어는 게임 스파이를 사용한다. 하지만, 게임 스파이는 멀티플레이어 서버 주도권을 포기하면서, 현재로서는 멀티 플레이어 패치를 해야만 할 수가 있다. 마키보이,덱서스 등, 스와트 4의 거물급 인사들이 멀티플레이어 패치를 공급해주었다. 멀티 플레이어 패치가 있지만, 싱글 플레이어 에서는 크리티컬 오류가 걸리는 버그가 있다. 멀티 플레이어의 플레이 모드는 4가지로 나뉜다.
- 용의자 대치상황: SWAT 경관들이 한팀, 용의자들이 한팀이 되어 서로 전투를 벌인다.
- VIP 에스코트: VIP를 SWAT 경관들이 보호하며 용의자들은 VIP를 사살하여야 한다.
- 신속 전개: 3~5개의 폭탄이 맵에 설치되어있다. SWAT팀은 이 폭탄을 해체해야 한다. 해체에 실패하면 용의자팀이 승리한다.
- 협동 모드: SWAT경관들이 모여 커리어미션을 성공해야 한다.

## 확장팩
확장팩으로 스와트 4: 더 스테츠코프 신디케이트(영어: SWAT 4: The Stetchkov Syndicate)가 있다. 미국을 기준으로 2006년 2월 28일, 유럽 지역에 같은 해 3월 10일에 발매된 이 확장팩은 가상의 범죄 조직인 스테츠코프 범죄 조직을 소탕하는 내용을 다루고 있다. 언리얼 엔진 2.5를 기반으로 개발되었고, 7개의 미션과 무기, 그리고 멀티플레이를 위한 VoIP 기능과 2개의 새로운 멀티플레이 모드가 추가되었다.

## 평가
| 평가 |        |
| --- | ------ |
| 통합 점수 통합사 점수 게임랭킹스 85.27% [ 1 ] 메타크리틱 85/100 [ 2 ] 평론 점수 평론사 점수 유로게이머 8/10 [ 3 ] 게임스팟 8.5/10 [ 4 ] IGN 9/10 [ 5 ] 엑스플레이 [ 6 ] |        |
| 통합 점수 |        |
| 통합사 | 점수   |
| 게임랭킹스 | 85.27% |
| 메타크리틱 | 85/100 |
| 평론 점수 |        |
| 평론사 | 점수   |
| 유로게이머 | 8/10   |
| 게임스팟 | 8.5/10 |
| IGN | 9/10   |
| 엑스플레이 | [ 6 ]  |

## 같이 보기
- 레디 오어 낫 (비디오 게임)